# بون ما توت
بون ما توت (به لاتین: Buôn Ma Thuột) یک شهر در ویتنام است که در استان داک لاک واقع شده‌است.

## خصوصیات
بون ما توت ۳۷۰ کیلومترمربع مساحت و ۳۴۰٬۰۰۰ نفر جمعیت دارد و ۵۳۶ متر بالاتر از سطح دریا واقع شده‌است.